# Jana Patočková
Jana Patočková (rozená Hampejsová, 10. září 1838 Praha – 28. dubna 1921 Královské Vinohrady) byla česká spolková činovnice, sufražetka a feministka po čas působící v Táboře, spoluzakladatelka místního ženského pěveckého spolku Zora, později též místopředsedkyně dívčího gymnázia Minerva, manželka učitele a spisovatele Františka Patočky. Spolupracovala s předními osobnostmi českého ženského emancipačního hnutí, jako například Eliška Krásnohorská.

## Život

### Mládí
Narodila se v Praze do měšťanské rodiny. Její kmotrou byla Jana Jungmannová, dcera Josefa Jungmanna, po které dostala křestní jméno. Její křest obstaral její strýc, kněz a spisovatel Karel Alois Vinařický. Navštěvovala německou dívčí školu u kostela Panny Marie Sněžné na Novém Městě. Provdala se roku 1863 za středoškolského profesora latiny a řečtiny a spisovatele Františka Patočky, původem z Vysokého nad Jizerou. Jejich manželství zůstalo bezdětné.

### Spolková činnost
S manželem se přestěhovali do Tábora, kde Patočka absolvoval učitelskou praxi. Patočková se zde následně začala zapojovat do české spolkové činnosti: organizovala společenská setkání a zakládání spolků. Stála u vzniku ženského pěveckého spolku Zora, v myšlence navazujícího na činnost mj. Spolku svaté Ludmily působícího v Praze pod vedením Marie Riegrové-Palacké, angažujícího se posléze mimo jiné v podpoře vzdělávání žen. Spolek se stal jedním z prvních ženských mimopražských klubů v zemích koruny České a pořádal pěvecká vystoupení. Patočková udržovala kontakt s českými feministkami v Praze, roku 1871 se podílela spolu na vzniku tzv. Ženského výrobního spolku českého, založeného Karolínou Světlou, Emílií Bártovou či Věnceslavou Lužickou.

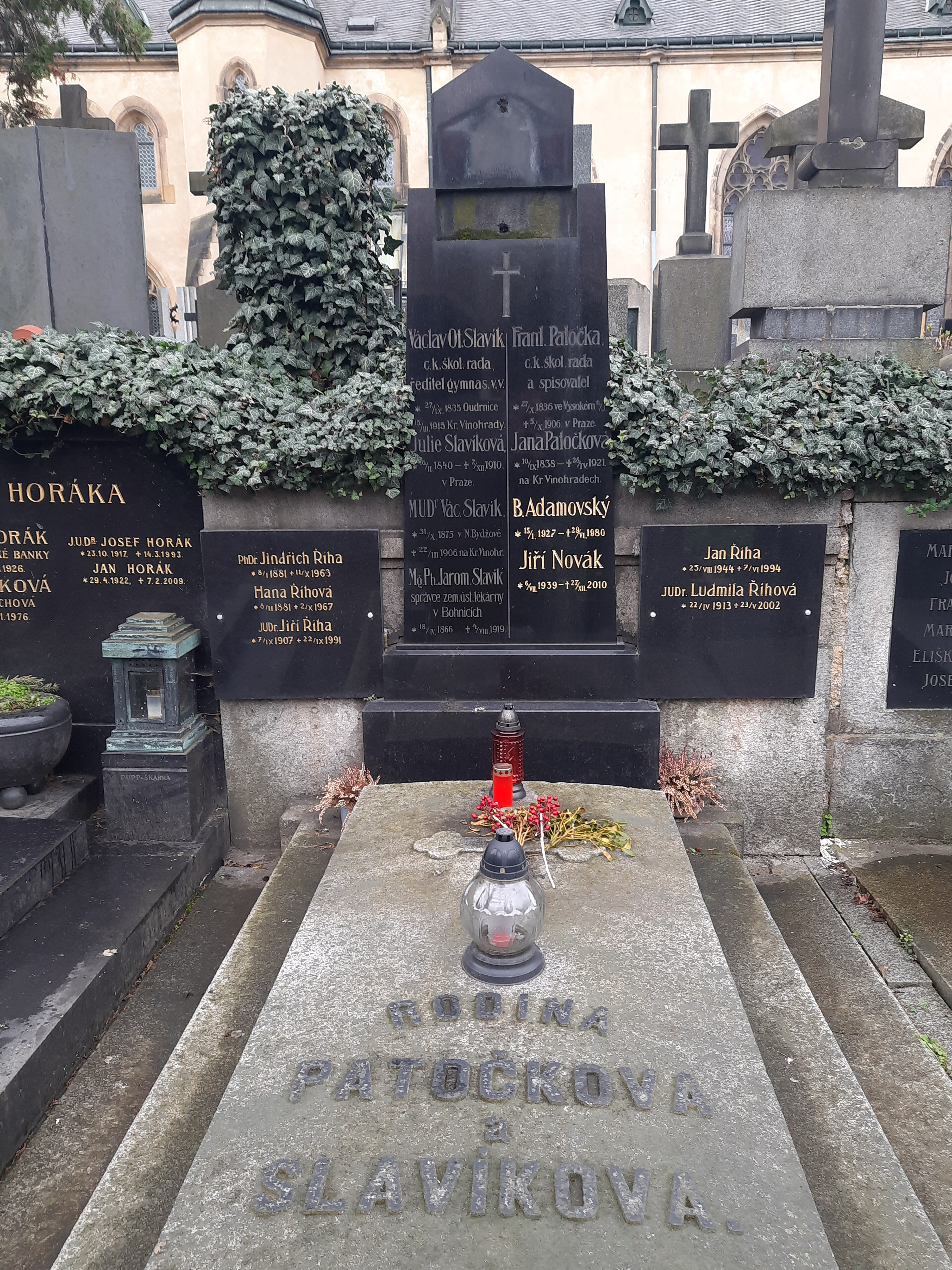
Hrobka rodiny Slavíkovy a Patočkovy na Vyšehradském hřbitově

Roku 1872 byl Patočka přeložen do Prahy, kam se celá rodina odstěhovala. Patočková nepolevila ve spolkových snahách: stala se členkou ženského spolku Americký klub dam založeného Karolínou Světlou s dopomocí Vojty Náprstka, roku 1879 se účastnila sjezdu slovenských žen v Turčianském Svatém Martinu. Roku 1883 se podílela na vzniku Ústřední matice školské, roku 1885 pak stála u vzniku dobročinného ženského spolku Domácnost, vedeného Andělou Randovou, roku 1902 se stala místostarostkou spolku provozujícího dívčí gymnázium Minerva, vzniklého roku 1890, ve kterémžto spolku od počátku pracovala. Rovněž byla zvolenana pozici náměstkyně starostky Ženského výrobního spolku. Byla také členkou Hlaholu a Tělovýchovného spolku ženského při pražském Sokolu vedeného Kleméňou Hanušovou.
Roku 1906 ovdověla.

### Úmrtí
Jana Patočková zemřela 28. dubna 1921 na Královských Vinohradech. Pohřbena byla, spolu se svým manželem, v rodinné hrobce na Vyšehradském hřbitově.